# Jósuke Ideguči
Jósuke Ideguči (* 23. srpen 1996) je japonský fotbalista.

## Klubová kariéra
Hrával za Gamba Osaka.

## Reprezentační kariéra
Jósuke Ideguči odehrál za japonský národní tým v roce 2017 celkem 11 reprezentačních utkání.

## Statistiky
| Japonsko | Japonsko | Japonsko |
| Roky     | Záp.     | Góly     |
| -------- | -------- | -------- |
| 2017     | 11       | 2        |
| 2018     | 1        | 0        |
| 2019     | 3        | 0        |
| Celkem   | 15       | 2        |